# 馬里昂維爾 (密蘇里州)
馬里昂維爾（英語：Marionville）是位於美國密蘇里州勞倫斯縣的城市。

## 人口
根據2020年美國人口普查的數據，馬里昂維爾的面積為4.63平方千米，皆為陸地。當地共有人口4114人，而人口密度為每平方千米889人。